# Афуа

Афуа на карте штата.

Афуа (порт. Afuá) — муниципалитет в Бразилии, входит в штат Пара. Составная часть мезорегиона Маражо. Входит в экономико-статистический микрорегион Фурус-ди-Бревис. Население составляет 35 042 человек на 2010 год. Занимает площадь 8372,795 км². Плотность населения — 4,19 чел./км².

## Демография
Согласно сведениям, собранным в ходе переписи 2010 г. Национальным институтом географии и статистики (IBGE), население муниципалитета составляет:
| Полное население                               | Полное население                               | Полное население                               | Полное население                               | 35 042 |
| ---------------------------------------------- | ---------------------------------------------- | ---------------------------------------------- | ---------------------------------------------- | ------ |
| в том числе:                                   | Городское население                            | 9478                                           | Процент городского населения, %                | 27,05  |
|                                                | Сельское население                             | 25 564                                         | Процент сельского населения, %                 | 72,95  |
|                                                | Мужское население                              | 18 453                                         | Процент мужского населения, %                  | 52,66  |
|                                                | Женское население                              | 16 589                                         | Процент женского населения, %                  | 47,34  |
| Плотность населения, чел/км²                   | Плотность населения, чел/км²                   | Плотность населения, чел/км²                   | Плотность населения, чел/км²                   | 4,19   |
| Население муниципалитета в % к населению штата | Население муниципалитета в % к населению штата | Население муниципалитета в % к населению штата | Население муниципалитета в % к населению штата | 0,46   |

По данным оценки 2015 года население муниципалитета составляет 37 398 жителей.

## Статистика
- Валовой внутренний продукт на 2003 год составляет 79 775 172,00 реалов (данные: Бразильский институт географии и статистики).
- Валовой внутренний продукт на душу населения на 2003 год составляет 2395,29 реалов (данные: Бразильский институт географии и статистики).
- Индекс развития человеческого потенциала на 2000 год составляет 0,612 (данные: Программа развития ООН).

## Важнейшие населенные пункты
| № | Населённый пункт | Населённый пункт (порт.) | Категория | Население чел. (2010) | На карте                       |
| - | ---------------- | ------------------------ | --------- | --------------------- | ------------------------------ |
| 1 | Афуа             | Afuá                     | город     | 9478                  | 0°09′26″ ю. ш. 50°23′20″ з. д. |
| 2 | Жупати-ду-Афуа   | Jupati do Afuá           | поселок   | 179                   | 0°32′39″ ю. ш. 50°40′29″ з. д. |